# Gruppo astronauti NASDA 2
Il Gruppo astronauti NASDA 2 è formato da un unico astronauta che la NASDA, sostituita nel 2003 dalla JAXA, selezionò nel 1992. Svolse l'addestramento astronautico tra il 1992 e il 1993 al Johnson Space Center come Specialista di missione dello Space Shuttle. Nel 2014 divenne il primo astronauta giapponese a comandare la Stazione spaziale internazionale.

## Astronauta
- Koichi Wakata

STS-72, Specialista di missione
STS-92, Specialista di missione
STS-119/STS-127, Specialista di missione
Expedition 18/19/20, Ingegnere di volo
Sojuz TMA-11M, Ingegnere di volo	
Expedition 38, Ingegnere di volo
Expedition 39, Comandante
SpaceX Crew-5, Specialista di missione
Expedition 68, Ingegnere di volo